# خانه حاج محمدجعفر
خانه حاج محمد جعفر مربوط به دوره قاجار است و در شهرستان آران و بیدگل، بخش مرکزی، دهستان سفیددشت، بلوار اصلی روستای علی‌آباد، کوچه مسجد جامع واقع شده و این اثر در تاریخ ۲۲ آبان ۱۳۸۶ با شمارهٔ ثبت ۲۰۰۰۰ به‌عنوان یکی از آثار ملی ایران به ثبت رسیده است.